# Piobbico
Piobbico (Piòbich in dialetto gallo-piceno) è un comune italiano di 1 797 abitanti della provincia di Pesaro e Urbino nelle Marche.

## Geografia fisica
Situato nell'Appennino umbro-marchigiano, sorge in una vallata chiusa tra due montagne, monte Nerone (1526 m) e monte Montiego (975 m), ed è bagnato dai fiumi Biscubio e Candigliano, che si uniscono proprio nel centro abitato.

## Origini del nome
L'origine del nome Piobbico risale all'epoca romana: in seguito alla guerra sociale, tutti i territori non ribellatisi a Roma avrebbero dovuto ottenere il "diritto di cittadinanza". Al termine della guerra sociale i territori vennero centuriati, ma la parte a ridosso del monte Nerone rimase esclusa dalle assegnazioni e rimase ager publicus. Negli anni publicus evolve in plobicus, plobici fino all'attuale Piobbico

## Storia
La presenza dei fiumi, delle cavità naturali hanno consentito l'insediamento di alcune popolazioni fin dalla preistoria su questi territori, come lo testimoniano alcuni ritrovamenti, frecce ed utensili vari. Si hanno poi testimonianze di etruschi e romani.
Attorno all'anno 1000 il territorio fu affidato come feudo alla famiglia Brancaleoni, e per quasi cinque secoli il paese si è sviluppato sotto il loro dominio. In questi anni sorge il castello, il borgo sottostante, le chiese, tutta la parte vecchia del paese, e le varie ville e villaggi attorno, che poi conseguentemente all'abolizione del feudalesimo si incorporano al villaggio di Piobbico. La signoria dei Brancaleoni arrivò a dominare l'intera Massa Trabaria, ma per essersi opposta prima al cardinale Albornoz, poi a papa Martino V perdette definitivamente i suoi possessi a vantaggio dei Feltreschi nella metà del XV secolo.
Solo nel 21 dicembre 1827 per decreto di Leone XII Piobbico diviene comune autonomo, e suo stemma sarà un braccio nudo che tiene sollevata una rovere.

## Monumenti e luoghi d'interesse

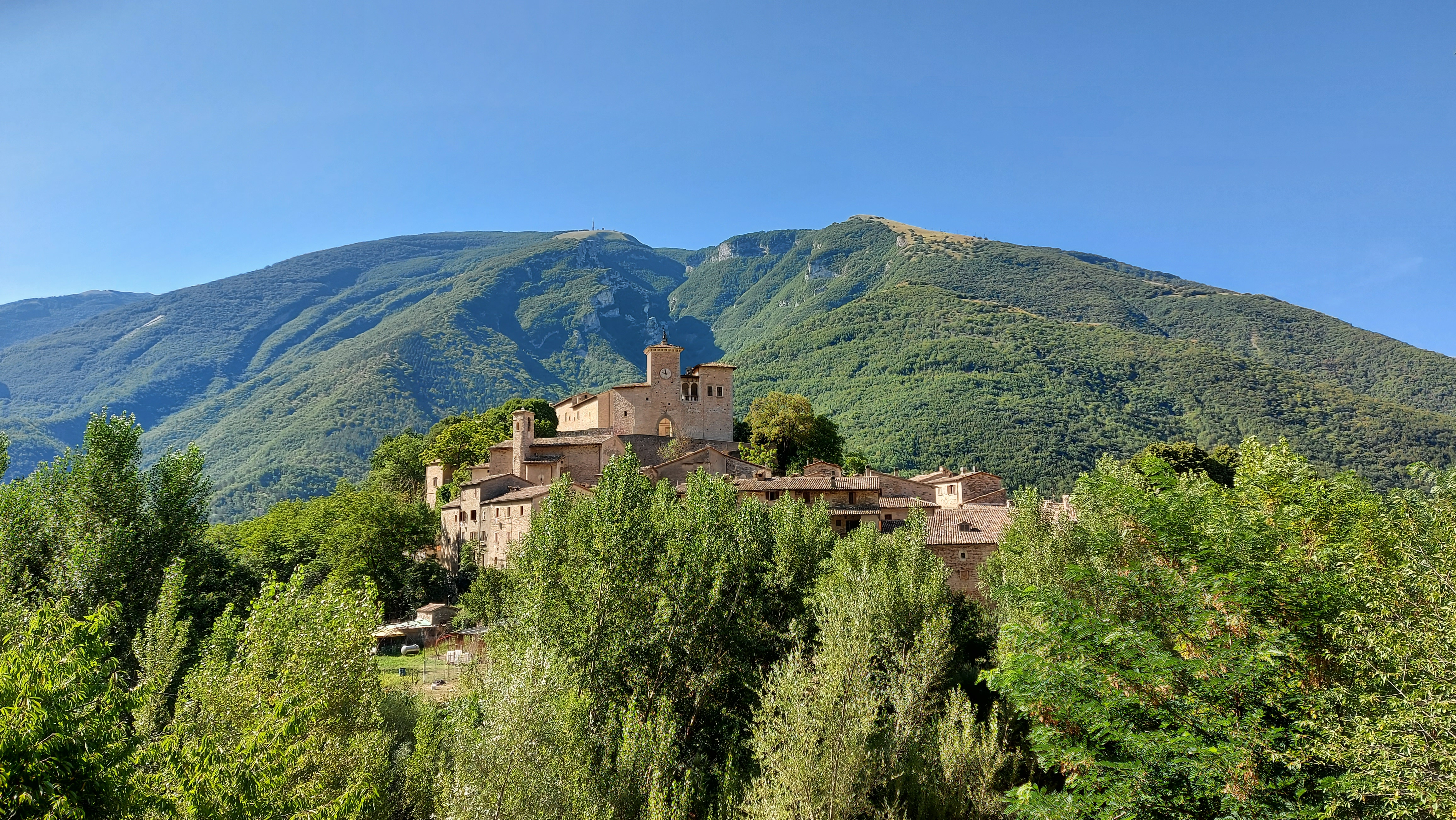
Castello dei Brancaleoni dominante il borgo vecchio

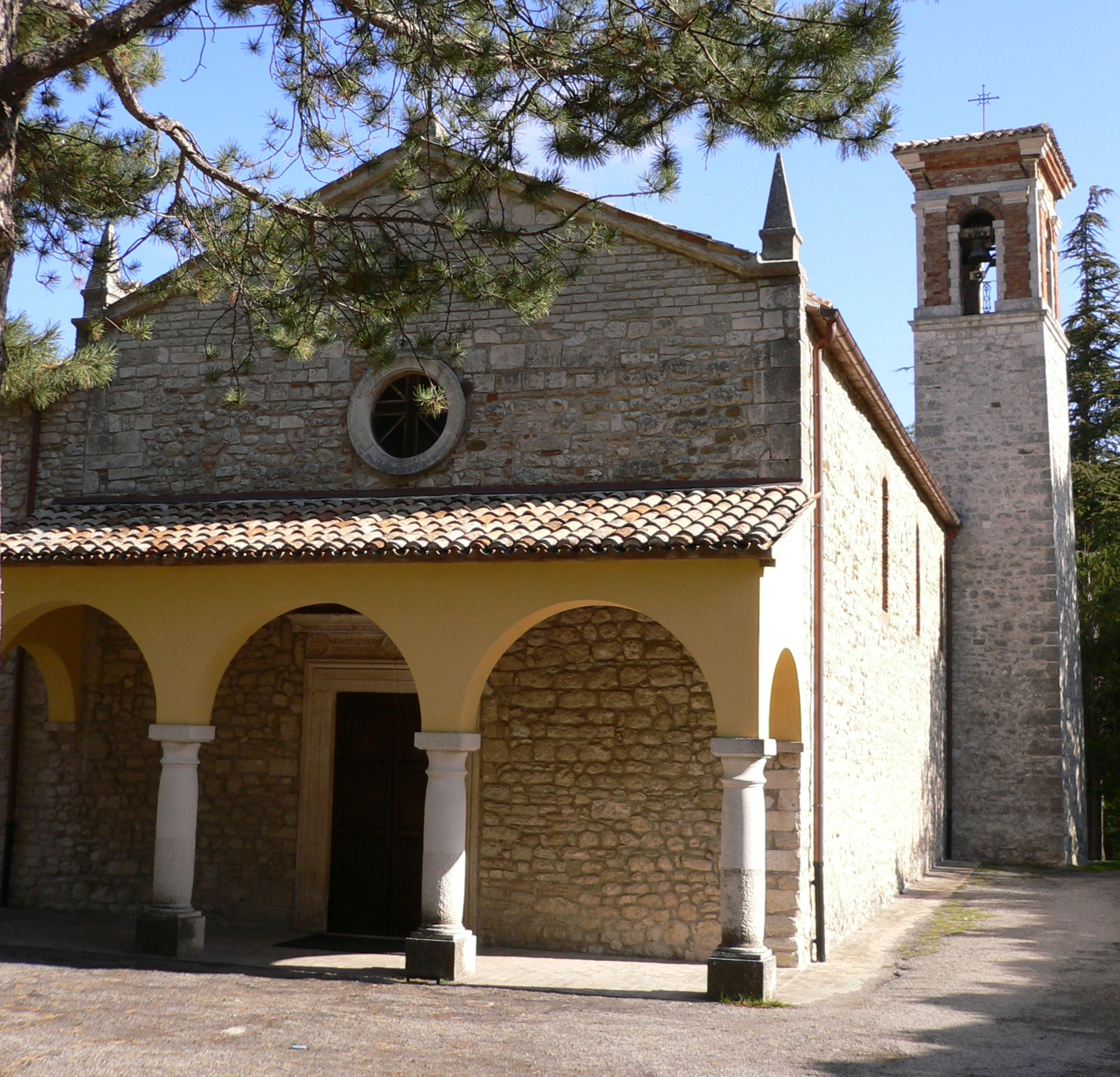
Santuario di S.Maria in Val d'Abisso, facciata e campanile

La maggior parte dei monumenti presenti risalgono al periodo di insediamento della famiglia Brancaleoni.
- Castello dei Brancaleoni; eretto nel XIII secolo, rimaneggiato in seguito e trasformato nel 1573-1587 in una splendida dimora rinascimentale, lasciato in grave abbandono e deturpato nel dopoguerra all'interno, è stato sottoposto negli ultimi anni a radicali lavori di restauro. Si presenta oggi come un complesso di costruzioni aggiuntesi al nucleo primitivo e allungate sul crinale del roccione che domina il centro dell'ampio bacino dove si distende il paese.
- Chiesa di San Pietro, è situata nel borgo medievale ai piedi del castello, fu sede della Compagnia del Santissimo Sacramento fondata nel 1562, mentre l'esistenza dell'edificio è documentata sin dal 1348. La chiesa venne ristrutturata nel XVII secolo, come attesta ancora l'iscrizione in una pietra angolare datata 1649. All'interno della chiesa spicca una pala d'altare raffigurante san Pietro ed attribuita a Giorgio Picchi.
- Chiesa di Sant Antonio, si trova ai piedi del borgo. Costruita nel 1375 a causa di un voto del conte Antonio Brancaleoni, fu riedificata a seguito del terribile terremoto del 1781.
- Chiesa di Santo Stefano, riedificata dai Brancaleoni nel 1784 dopo il terremoto, è di stile barocco. La più importante opera all'interno è la pala "Riposo della Sacra Famiglia durante la fuga in Egitto" di Federico Barocci (1593-1680), ma è presente in chiesa una serie di statue di profeti e personaggi biblici di Federico Brandani e della sua bottega, mentre la pala dietro l'altare con il Martirio di Santo Stefano è di Giustino Episcopi.[7]
- Santuario di Santa Maria in Val d'Abisso, è il più antico edificio di culto del territorio piobbichese e risale almeno all'XI secolo, ma l'impianto attuale è riferibile al XV e XVI secolo. Il santuario sorge proprio ai piedi del monte Nerone, ove secondo la tradizione sarebbe stata rinvenuta l'immagine della Madonna col bambino conservata al suo interno. L'interno a navata unica con il soffitto a capriate ospita sul lato destro notevoli opere rinascimentali: un affresco con un Battesimo di Cristo di Girolamo Nardini, del 1519-1520 circa; una pala di Raffaellino dal Colle con l'Assunzione della Vergine al centro e Santi negli sportelli che chiudono la parte centrale; un affresco con l'Annunciazione in una grandiosa cornice affrescata rinascimentale di Fabrizio Fabrizi. Sul lato sinistro è un affresco con Sant'Antonio Abate di scuola umbro-marchigiana, seguita dalla Cappella dove è venerata la Madonna di Val d'Abisso e da un altare rinascimentale della famiglia Felici in cui è adattato un Riposo nella Fuga in egitto di scuola baroccesca. Nell'abside a costoni, a sinistra dell'altare maggiore è collocato un affresco cinquecentesco raffigurante la Vergine con il Bambino con San Filippo Benizi e il Beato Barbetta.[8]
- Fornace, di età romana. Queste strutture antiche sono state ritrovate durante i lavori di restauro di una casa nel centro storico del paese. La fornace presenta due o forse tre camere di cottura distinte ed un complesso ed interessante sistema per il convogliamento dell'aria calda. Sono conservati gli archi in laterizio che sostenevano il piano di cottura e le due bocche di alimentazione, che si aprono in un muro a conci di pietra, che funge nello stesso tempo da contenimento e da facciata.

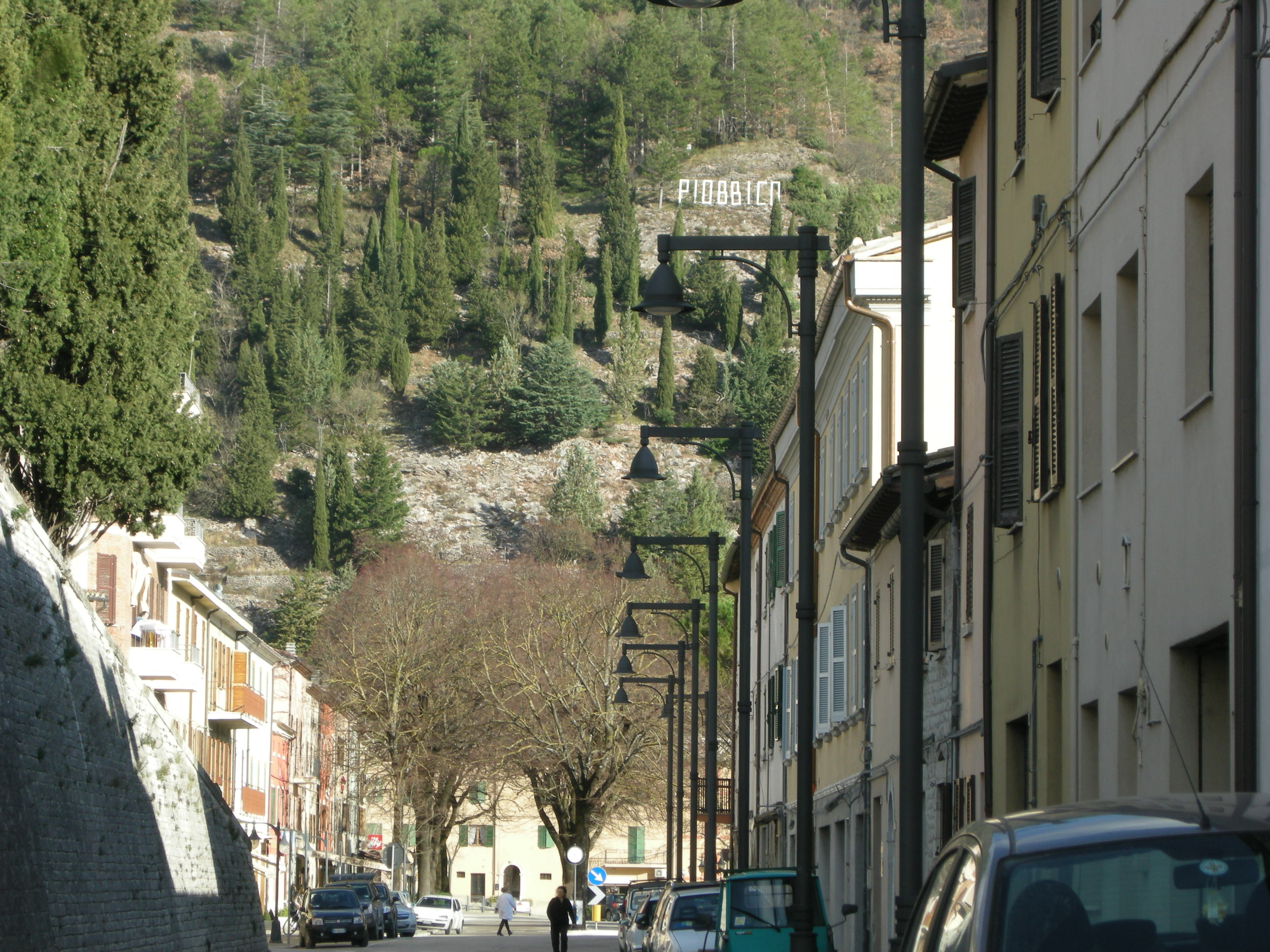
Strada di Piobbico.

### I dintorni
- Eremo di Morimondo. Immerso nel verde, sono ancora visibili i ruderi dell'antico edificio. La sua esistenza è già attestata all'inizio del secolo XIII e sede di una comunità ascetica che praticava la regola di san Pier Damiani. L'edificio sacro fu scelto come luogo di sepoltura da molti Brancaleoni, sorgeva a ridosso del torrente, ancor oggi detto Fosso dell'Eremo; decadde a partire dal secolo XVII e fu sconsacrato all'inizio del XIX secolo.
- I Muracci ovvero Mon de la casa. Su un picco appartenente al massiccio del monte Nerone, a strapiombo sul paese di Piobbico, sorgeva la primitiva dimora dei Brancaleoni, il castello di Mondellacasa, nome con il quale vennero sempre designati i signori di Piobbico. Nel corso del XIII e XIV secolo essi abbandonarono questo antico maniero per trasferirsi più a valle nel castrum di Piobbico, per cui la costruzione cominciò lentamente a decadere, tanto che oggi ne restano solo pochi ruderi, i Muracci.
- Castello dei Pecorari. Costruito alla fine del XII secolo, domina il lato sinistro del corso superiore di fiume Candigliano: possesso originario dei Brancaleoni sin dal XIII secolo, nel 1446 passò di mano ai loro rivali Ubaldini, per volontà di Federico da Montefeltro, signore di Urbino. Resta ancora intatta la struttura del poderoso mastio.

Sono presenti soprattutto nel monte Nerone siti naturalistici, forre, grotte. In una grotta sono stati ritrovati ossa di Ursus spelaeus risalenti a migliaia di anni fa. I resti sono conservati nel museo civico

## Società

### Evoluzione demografica
Abitanti censiti

### Etnie e minoranze straniere
Secondo i dati ISTAT al 1º gennaio 2021 la popolazione straniera residente era di 141 persone e rappresentava il 7,7% della popolazione residente. Le comunità straniere più numerose (con percentuale sul totale della popolazione straniera) erano:
1. Albania, 71 (50,35%)
2. Romania, 18 (12,77%)

### Istituzioni, enti e associazioni
- Club dei brutti: è un'associazione internazionale fondata nel 1879 con lo scopo di sensibilizzare i problemi dei brutti.

## Cultura

### Cinema
- Nel 2011 sono state girate a Piobbico alcune scene di Benvenuti al Nord, film diretto da Luca Miniero.

### Musica
- Coro Polifonico "Santa Maria" sorto nel 1973.
- Banda Musicale Cittadina di Piobbico fondata nel 1875

### Cucina
- Polentone alla carbonara: di cui si svolge la sagra a settembre.
- Pruspino: un liquore ottenuto con il frutto dello spino nero, le prugnole.
- Polenta con lumaconi(lumache grandi)

### Eventi
- Sagra del polentone alla carbonara, Festa dei Brutti - prima domenica di settembre.[12][13]

## Economia
L'economia si basa sul commercio, l'artigianato e il lavoro dipendente. Le aziende presenti sono a carattere artigianale, prevalentemente sul settore meccanico ed edile. Piobbico mantiene tuttora l'antica tradizione della produzione di tappeti realizzati sugl'antichi telai. Ultimamente un impulso notevole si è avuto nel turismo, col fiorire dei numerosi agriturismi sparsi sul territorio.

## Amministrazione
| Periodo        | Periodo        | Primo cittadino   | Partito                                                       | Carica  | Note   |
| -------------- | -------------- | ----------------- | ------------------------------------------------------------- | ------- | ------ |
| 2 luglio 1985  | 1º giugno 1990 | Pietro Ioni       | Democrazia Cristiana                                          | Sindaco | [ 14 ] |
| 1º giugno 1990 | 24 aprile 1995 | Adriano Blasi     | Partito Comunista Italiano Partito Democratico della Sinistra | Sindaco | [ 14 ] |
| 24 aprile 1995 | 14 giugno 1999 | Adriano Blasi     | Centro-sinistra                                               | Sindaco | [ 14 ] |
| 14 giugno 1999 | 13 giugno 2004 | Adriano Blasi     | Centro-sinistra                                               | Sindaco | [ 14 ] |
| 13 giugno 2004 | 8 giugno 2009  | Giorgio Mochi     | Crescere con Piobbico                                         | Sindaco | [ 14 ] |
| 8 giugno 2009  | 26 maggio 2014 | Giorgio Mochi     | Crescere con Piobbico                                         | Sindaco | [ 14 ] |
| 26 maggio 2014 | 27 maggio 2019 | Giorgio Mochi     | Crescere con Piobbico                                         | Sindaco | [ 14 ] |
| 27 maggio 2019 | 10 giugno 2024 | Alessandro Urbini | Scegliere per Piobbico                                        | Sindaco | [ 14 ] |
| 10 giugno 2024 | in carica      | Alessandro Urbini | Continuità e rinnovamento                                     | Sindaco | [ 14 ] |

## Sport
La principale squadra di calcio della città è l'A.S.D. Audax Piobbico 1968 Calcio che milita nel girone A di Prima Categoria.
L'altra squadra milita nel girone A di Terza Categoria marchigiana ed è il Piobbico 90.
L'Audax Calcio Piobbico inoltre gioca nel campionato di Serie D di calcio a 5 girone A marchigiano.